# Charlie Stewart
Charlie Stewart (Las Vegas, 9 settembre 1993) è un attore statunitense.
È noto soprattutto per aver partecipato alla serie TV Zack e Cody al Grand Hotel, nel ruolo di Bob, l'amico dei gemelli Martin.
Ha fatto diversi lavori con Dylan e Cole Sprouse.

## Filmografia

### Cinema
- Animal (The Animal), regia di Luke Greenfield (2001)
- Bad Boy, regia di Victoria Hochberg (2002)
- Santa Clause è nei guai (The Santa Clause 3: The Escape Clause), regia di Michael Lembeck (2006)
- The Least of These, regia di Nathan Scoggins (2008)
- The Secret Lives of Dorks, regia di Salomé Breziner (2013)

### Televisione
- E.R. - Medici in prima linea (ER) – serie TV, episodi 7x3 (2000)
- The Drew Carey Show – serie TV, episodi 6x15 (2001)
- The Norm Show – serie TV, episodi 3x22 (2001)
- Settimo cielo (7th Heaven) – serie TV, episodi 5x18 (2001)
- Malcolm (Malcolm in the Middle) – serie TV, episodi 3x4 (2001)
- Becker – serie TV, episodi 4x16 (2002)
- Prima o poi divorzio! (Yes, Dear) – serie TV, episodi 2x19 (2002)
- Even Stevens – serie TV, episodi 3x21 (2003)
- Una mamma quasi perfetta (Life with Bonnie) – serie TV, 43 episodi (2002-2004)
- Tutto in famiglia (My Wife and Kids) – serie TV, episodi 5x4 (2004)
- Una mamma per amica (Gilmore Girls) – serie TV, episodi 2x5-5x11 (2001-2005)
- Boys Life – serie TV (2006)
- Zack e Cody al Grand Hotel (The Suite Life of Zack & Cody) – serie TV, 16 episodi (2005-2007)
- Il principe e il povero (The Prince and the Pauper: The Movie), regia di James Quattrochi – film TV (2007)
- What's Stevie Thinking?, regia anonima – film TV (2007)
- Adventures in Appletown, regia di Bobby Moresco – film TV (2008)
- Zack e Cody sul ponte di comando (The Suite Life on Deck) – serie TV, episodi 1x09 (2008)
- Bones – serie TV, episodi 4x14 (2009)
- How I Met Your Mother – serie TV, episodi 4x19 (2009)
- Mamma, che Natale da cani! (The Dog Who Saved Christmas), regia di Michael Feifer – film TV (2009)
- My Dog's Christmas Miracle, regia di Michael Feifer – film TV (2011)

## Doppiatori italiani
Nelle versioni in italiano delle opere in cui ha recitato, Charlie Stewart è stato doppiato da:
- Jacopo Cinque in Zack e Cody al Grand Hotel
- Francesco Orlando in How I Met Your Mother
- Gabriele Patriarca in Bones